# Hans Joachim Schellnhuber
Hans Joachim "John" Schellnhuber, född 7 juni 1950 i Ortenburg, Bayern i dåvarande Västtyskland, är en tysk klimatolog. Schellnhuber har blivit känd för att ha studerat och påtalat riskerna med tröskeleffekter i klimatet.

## Biografi
Schellnhuber läste fysik och matematik vid universitetet i Regensburg och disputerade 1976 på en avhandling inom teoretisk fasta tillståndets fysik. Schellnhuber blev professor 1989 i fysik vid ICBM (institutet för havets kemi och biologi) i Oldenburg och blev dess direktor. 1991 blev han den första ledaren för Potsdam-Institut für Klimafolgenforschung. I perioden 2001–2003 var Schellnhuber vetenskaplig ledare för Tyndall Centre for Climate Change Research i Norwich.
År 2003 myntade han begreppet "tröskeleffekter i klimatet" vid en miljökonferens i Stockholm. Han var en av huvudförfattarna till klimatpanelen IPCC:s rapporter i samband med att IPCC tilldelades Nobels fredspris 2007.
År 2009 föreslog han att den mängd koldioxid som ännu kan släppas ut utan att överskrida 2-gradersmålet kan ses som en budget, vilket gett uttrycket "utsläppsbudget".
2011 tilldeledes professor Schellnhuber Volvos miljöpris.
I juli 2011 blev Schellnhuber dödshotad under en föreläsning i Melbourne i Australien.